# Ipomoea decaisnei
Ipomoea decaisnei är en vindeväxtart som beskrevs av V. Ooststr. Ipomoea decaisnei ingår i släktet praktvindor, och familjen vindeväxter. Inga underarter finns listade i Catalogue of Life.